# Hrvatska na MI 2001.
Hrvatska se je natjecala na Sredozemnim igrama koje su se održale u Tunisu u Tunisu od 2. do 15. rujna 2001. godine. Ovo je bilo treće uzastopno samostalno sudjelovanje Republike Hrvatske na Mediteranskim igrama, 13. ukupno.
Po broju osvojenih odličja Hrvatska je bila na 9. mjestu. Za Hrvatsku je nastupalo ... natjecatelja.